# Marcin Rej
Marcin Rej z Nagłowic (stpol. Rey,) herbu Oksza (zm. 1635) – dziedzic Nagłowic, Okszy (dzisiejsza Oksa), Ślęcina, Kossowa, Pawłowic, Rejowca i Kwiliny; działacz kalwiński, syn Andrzeja Reja i Katarzyny z Dembińskich.

## Życiorys
W 1632 roku był sędzią kapturowym krakowskim, na sejmie 1632 roku został z Andrzejem Wielopolskim wybrany do komisji do spraw dysydenckich. Był patronem zboru ewangelicko-reformowanego w Okszy a w 1624 roku seniorem świeckim dystryktu krakowskiego. Wspierał materialnie wydawnictwa ewangelickie: w 1619 roku wydał swoim nakładem Obronę zgody ewangelickiej. Na sejmach bronił wyznania ewangelickiego za co 27 kwietnia 1633 roku na synodzie w Okszy otrzymał specjalne podziękowanie synodu. Zmarł w 1635 roku i został prawdopodobnie pochowany w kościele kalwińskim w Oksie.

## Rodzina
Dwukrotnie żonaty: z pierwszą - Urszulą Ujejską  - miał syna Andrzeja i córkę Dorotę, żonę podkomorzego wyszogrodzkiego - Kryskiego; Z drugą - Anną Marią Słupecką - synów Jerzego (dwukrotnie żonaty: z Barbarą Wielowiejską oraz Anną Maciejowską, zmarł bezpotomnie) i Rafała oraz córkę Zofię.